# 為教會與教宗服務獎章
為教會與教宗服務獎章（拉丁語：Pro Ecclesia et Pontifice）為天主教會的一個獎章，此獎章有時亦被稱為「榮譽獎章」。獎章於1888年7月17日由教宗良十三世為慶祝自己晉鐸50周年而創立，初時獎章頒發給負責統籌晉鐸慶祝活動的人。
現時獎章為表揚對教會有傑出表現的神職人員和天主教徒。它同時是教宗向天主教徒頒發的最高等級獎章。

## 外貌

### 1888年至1908年各版本

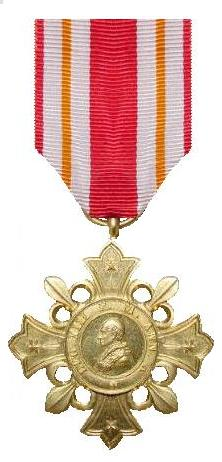
1888年至1893年版本的獎章正面

獎章有可能分為金、銀和銅三級。獎章上有一個八邊形十字架，十字架的角與角之間都有一個百合花飾，而十字架的胳膊向中心稍微縮進。十字架中央部分有一個刻有教宗良十三世肖像的金色圓章，肖像由寫有「LEO XIII P.M. ANNO X」的金色圓圈包圍。獎章背後有一個教宗徽號，教宗徽號外由「Pro Ecclesia et Pontifice」的圓圈包圍。
在獎章的正面，每一支分支都有一顆彗星。獎章的左分支寫有「Pridie」，上分支寫有「Kal」，右分支寫有「Januar」，下分支則寫有「1888」。獎章絲帶的主色為紅色，左右兩方各有一個白色粗直條，每條粗直條上中央部分各有一條黃色幼直條。獎章戴在右胸之上。
1893年至1908年期間使用的章略為紫色作底色，左右兩方各有一條金色粗直條，每條金色粗直條內有一條白色粗直條。

### 現時版本
現時的獎章只有金獎章一級，獎章正面刻有聖伯多祿和聖保祿的肖像。獎章的左臂寫有「Pro Ecclesia」，右臂則寫有「et Pontifice」，上臂則刻有現任教宗的紋章。除上臂外，其餘三臂都刻有一個四邊相同長度的小十字架。聖伯多祿和聖保祿的肖像下則以拉丁語刻有現任教宗的名號。獎章背面刻有一個四邊相同長度的十字架。章略由金色和白色組成，每種顏色各佔章略的一半。